# Robert L. Carroll
Robert Lynn Carroll (Kalamazoo, Estados Unidos; 5 de mayo de 1938-Montreal, Canadá; 8 de abril de 2020)[cita requerida] fue un paleontólogo estadounidense especializado en anfibios y reptiles del Paleozoico y Mesozoico. El Doctor Carroll fue profesor de Biología en la Universidad McGill, y fue autor y coautor de una gran cantidad de publicaciones sobre vertebrados fósiles, así como numerosas monografías, libros de texto y libros especializados.

## Biografía
Su niñez transcurrió en una granja cercana a Lansing (Míchigan). Tuvo su primer contacto con la paleontología gracias a su padre, cuando solo contaba con cinco años de edad, y con ocho años ya tenía claro que le gustaría se paleontólogo. Ese año su regalo de Navidad fue un fémur izquierdo de un Allosaurus, cortesía del paleontólogo Edwin Harris Colbert, al cual su padre le había comentado su interés. Con diez años, sus padres lo llevaban consigo en muchas expediciones en búsqueda de fósiles por Wyoming y Dakota del Sur. Fue precisamente en Wyoming donde Edwin Harris Colbert había descubierto los restos fósiles del Allosaurus, en 1942.
Tras acabar la escuela secundaria, Carroll acudió a la Universidad Estatal de Míchigan, donde más tarde obtuvo el grado de Bachelor of Science, especializándose en Geología. De ahí se trasladó a la Universidad de Harvard, donde estudió biología y paleontología con Alfred Sherwood Romer. Su tesis doctoral versó sobre Dissorophidae, un grupo de anfibios del Paleozoico.

## Obras destacadas
- Carroll, R.L. (1987). Vertebrate Paleontology and Evolution. W. H. Freeman and Co. Nueva York.
- Stearn, C. and Carroll, R.L. (1989). Paleontology: The Record of Life. John Wiley and Sons. Nueva York.
- Carroll, R.L. (1997). Patterns and Processes of Vertebrate Evolution. Cambridge University Press, Cambridge.
- Carroll, R.L., Bossy, K.A., Milner, A.C., Andrews, S.M., y Wellstead, C.F. (1998). "Lepospondyli". Encyclopedia of Paleoherpetology, P. Wellnhofer (ed.). Dr. Friedrich Pfeil, Múnich.
- Carroll, R.L. (2000). Amphibian Biology, vol 4, Palaeontology, The Evolutionary History of Amphibians, Surrey Beatty & Sons